# Bilbao
 Ovo je glavno značenje pojma Bilbao. Za druga značenja pogledajte Bilbao (razdvojba).
Bilbao (baskijski: Bilbo), najveći grad Baskije (Španjolska), nalazi se na području bogatom željeznim rudačama. Aktivno je industrijsko središte s rafinerijama i s razvijenom željezarskom, kovinskom i kemijskom industrijom. Luka Bilbao na Atlantskom oceanu jedna je od najvažnijih u zemlji.

## Etimologija
Službeni naziv grada je Bilbao, kao u većini poznatih jezika na svijetu. Euskaltzaindia, službena regulatorna institucija baskijskog jezika, složila se da između dva moguća imena koja postoje u Baskiji, Bilbo i Bilbao, povijesno ime je Bilbo, a Bilbao je službeni naziv. Iako se pojam „Bilbo“  ne pojavljuje u starim dokumentima, u predstavi „Vesele supruge   Windsora“  Williama Shakespearea, postoji spomen na mačeve vjerojatno izrađene od biskajskog željeza koje on naziva "bilboes", sugerirajući da se riječ od najmanje šesnaestog stoljeća.
Ne postoji konsenzus među povjesničarima o podrijetlu imena. Općenito prihvaćeni spomen prije 12. stoljeća    neovisni vladari teritorija, uvani kneževi Zubialdee, također su bili poznati kao kneževi od Bilbaa la Vieja. Simboli njihovog lena bili su toranj i crkva u na grbu Bilbaa koje se koristi i danas. Jedno od mogućih podrijetla je predložio   inženjer Evaristo de Churruca. On je rekao da je   bio baskijski običaj davati nazive naseljima po položaju. Za Bilbao bi to bio rezultat spajanja baskijskih riječi za rijeku i uvale. Bil-Ibaia-Bao    Povjesničar José Tussel Gómez tvrdi da je to samo prirodna evolucija španjolskih riječi „bello vado“ ( lijepi riječni prijelaz).  S druge strane, prema piscu Estebanu Calleu Iturrinuo je naziv izveden iz dva naselja koja su postojala na obje obale ušća, a ne od samog ušća. Prvo, gdje je današnji Casco Viejo nalazi, se zvao Bill, koji na baskijskom znači   slaganje, po konfiguraciji zgrada. Drugo, na lijevoj obali, gdje se sada nalazi Bilbao La Vieja,  bi se moglo nazvati vaho, španjolska riječ za maglu ili paru. Iz spoja ove dvije riječi izveden je naziv Bilbao,  koji je napisan kao Bilvao i Biluao, kao što je dokumentirano u općinskoj povelji. -ao završetak je također prisutan u obližnjim Ao Sestao i Ugao, koji bi se mogao objasniti od baskijske riječi za usta, "aho".

## Povijest
Na vrhu planine Malmasína pronađeni su ostaci antičkog naselja pronađeni su na vrh, koji datiraju iz oko 3. ili 2. stoljeća prije Krista. Također su pronađeni grobnice na brdima Avril i Artxanda, stare 6000 godina. Neki autori identificiraju staro naselje Bilbao kao Amanun Portus, koje spominje Plinije Stariji, ili Flavio Braga koje spominje Ptolomej. [27] Drevne zidine, koje datiraju iz cijelog 11. stoljeća, otkrivene su ispod crkve San Antona.
Bilbao je bio jedan od prvih gradova osnovanih u četrnaestom stoljeću, tijekom razdoblja u kojem se razvilo oko 70% od biskajskih općina, među njima i godine 1323. Portugalete, Ondarroa 1327., Lekeitio 1335., a Mungia i Larrabetzu godine 1376.  Tadašnji knez Biskaje, Diego López V.  Haro, osnovao je Bilbao općinskom poveljom datiranom u Valladolidu 15. lipnja 1300. i potvrđena od strane kralja Ferdinanda IV.  Kastilskog u Burgosu, 4. siječnja 1301. Diego López je osnovao novi grad na desnoj obali rijeke Nervion, na temelju na elizate od Begoña i   odobrio mu fuero od Logroña, kompilaciju prava i povlastica koje će se pokazati od temeljne važnosti za njegov kasniji razvoj.
Prvo graviranje grada, koji je izradio Franz Hohenberg godine 1554. i prvi put objavio godine 1574. Mogu se vidjeti mnoge značajne građevine, kao što su Katedrala sv.  Jakova   i crkva Antuna Pustinjaka.
Dana 21. lipnja 1511.,  kastilska kraljica Ivana I. naredila otvaranje konzulata u Bilbau. To će postati jedan od najutjecajnijih institucija općine tijekom stoljeća, i potvrditi nadležnost nad ušćem, poboljšati infrastrukturu. Pod kontrolom konzulata, luka Bilbao je postala jedna od najvažnijih u Španjolskoj.  Prvi tiskarski stroj je doveden u grada godine 1577. Ovdje je godine 1596.,  uređena prva knjiga na baskijskom jeziku, Doctrina Christiana en Romance y Bascuence čiji je autor bio dr. Betolaza.
Godine 1602. Bilbao je proglašen glavnim gradom Biskaje, što je prethodno bio Bermeo.  Sljedećih stoljeća bio je stalan porast bogatstva grada, posebice nakon otkrića velikih željeznih depozita u okolnim brdima. Krajem 17. stoljeća, Bilbao je svladao ekonomske krize koje su pogađale Španjolsku, zahvaljujući željeznoj rudi i svojoj trgovini s Engleskom i Nizozemskom. Tijekom 18. stoljeća, on je nastavio rasti i gotovo potrošio svoj mali prostor.
Baskija je bila jedno od glavnih mjesta sukoba tijekom karlističkih ratova, a karlisti su jako željeli osvojiti grad, liberalni i ekonomski bastion. Bilbao je bio opkoljen tri puta između 1835. i 1874. godine, ali svaki put neuspješno. Jedan od glavnih bitaka tog vremena bila je bitka kod Luchane godine u 1836, kada je liberalni general Baldomero Espartero porazio karliste, oslobađajući varoš.
Unatoč ratovanju, Bilbao je napredovao tijekom devetnaestog i dvadesetog stoljeća, kada se uzdignuo kao gospodarsko središte Baskije. Tijekom tog vremena, sagrađena je prva željeznička pruga (1857.), osnovana je Banka Bilbao (kasnije će postati BBVA), i stvorena je burza u Bilbau. Mnoge industrije su prcvjetala, poput Altos Hornos de Vizcaya, koja je osnovana 1902. godine gradska četvrt je rasla na području s Abando ensanche te dobila nove putove i šetnice, kao i nove moderne zgrade poput Gradske vijećnice, Basurto bolnice i Arriaga kazalište. Broj stanovnika dramatično se povećao s 11.000 godine 1880. na 80.000 u 1900.  Nastali su i društveni pokret, osobito baskijski nacionalizam pod Sabinom Aranam.
Španjolski građanski rat započeo je u Bilbau nizom manjih ustanaka koje su potiskivale republikanske snage. Dana 31. kolovoza 1936. godine, grad je pretrpio prvo bombardiranje. Sljedećeg mjeseca, dogodilo se dodatno bombardiranje njemačkih aviona, u koordinaciji s Francove snage. U svibnju 1937., nacionalistička je vojska opsjedala grad. Bitka je trajala do 19. lipnja te godine, kada je pukovnik Putz   naredio uništenje svih mostova preko ušća, a postrojbe 5. brigade zauzele su četvrt s planina Malmasin, Pagasarri i Arnotegi.
Sa završtekom rata, Bilbao se vratio svom industrijskom razvoju, uz stalan rast stanovništva. Godine 1940., grad je obnovljen, počevši od mostova. Godine 1948., poletio je prvi komercijalni let s lokalne zračne luke. Tijekom sljedećeg desetljeća, došlo je do oživljavanja čeličnom industrijom. Potražnja za stambenim prostorom nadmašila je ponudu, te su radnici izgradili improvizirana naselja na obroncima. U ovom kaotičnom okruženju, na dan 31. srpnja 1959. godine, u Bilbau je rođena teroristička organizacije ETA, kao frakcija EAJ-PNV.
Nakon pada Francove Španjolske i uspostave ustavne monarhije, u postupku poznatom u Španjolskoj kao prijelaz no razdoblje, Bilbao je bio u mogućnosti ponovno održavati demokratske izbore. Ovaj put su baskijski nacionalisti se uzdigli na vlast. Uz izglasavanje Statuta autonomije Baskije godine 1979. godine, Vitoria-Gasteiz je odabrana za sjedište vlade i time de facto glavni grad Baskijske autonomne zajednice, iako Bilbao bio je veći i ekonomski moćniji. Godine 1980, nekoliko faktora, kao što su terorizam, zahtjevi rada i dolazak jeftine radne snage iz inozemstva doveli su do razorne industrijske krize.   
Od sredine 1990-ih, Bilbao je u procesu deindustrijalizacije i prijelazu na uslužno gospodarstva, uz podršku ulaganjima u infrastrukturu i urbanu obnovu, počevši od otvaranja Guggenheim muzeja (tzv. Guggenheim efekt),  i nastavljajući s Euskalduna konferencijskim centrom i koncertnom dvoranom, Zubizuri Santiaga Calatrave,  mreže podzemne željeznice Normana Fostera, tramvaja,  Iberdrola tornja i Zorrozaurre razvojnog plana i dr.  Mnogi su službeno podržavali udruženja, kao što su Bilbao Metropoli-30 i Bilbao Ria 2000. Stvorena su za praćenje ovih projekata.

## Političko ustrojstvo
Bilbao je općina s kojom vlada gradonačelnik skupa s općinskim vijećem. Gradonačelnik i vijećnici se biraju na četiri godine smislu. Postoji podjela između izvršne vlasti, sastavljene od gradonačelnika i odbora guvernera te plenuma, koji se sastoji od 29 vijećnika .  Vijećnici u plenumu predstavljaju političke stranke. 
Tijekom 2008. i 2010. godine, Bilbao je osvojio Općinsku nagradu za transparentnost, koju dodjeljuje španjolska podružnica Transparency International.  Godine 2009. Bio je drugi je došao drugi, nakon što je u Sant Cugat del Valles.
Njegov bivši gradonačelnik, nedavno preminuli   Iñaki Azkuna Urreta (EAJ-PNV) nagrađen je kao najbolji gradonačelnik svijeta 2012. godine

## Upravna podjela
Bilbao se sastoji od 8 okruga a svaki je pak okrug podijeljen na četvrti, njih 35:
| Broj | Okrug                 | Četvrt | Površina (km²) | Stanovništvo (2009) | Položaj                                                                                  |
| ---- | --------------------- | --- | -------------- | ------------------- | ---------------------------------------------------------------------------------------- |
| 1    | Deusto                | Arangoiti, Ibarrekolanda, San Ignacio-Elorrieta, i San Pedro de Deusto-La Rivera.                                     | 4.95           | 51,656              | Deusto Uribarri Otxarkoaga- Txurdinaga Begoña Ibaiondo Abando Errekalde Basurto- Zorroza |
| 2    | Uribarri              | Castaños, Matiko-Ciudad Jardín, Uribarri, i Zurbaran-Arabella.                                                        | 4.19           | 38,335              | Deusto Uribarri Otxarkoaga- Txurdinaga Begoña Ibaiondo Abando Errekalde Basurto- Zorroza |
| 3    | Otxarkoaga-Txurdinaga | Otxarkoaga i Txurdinaga.                                                                                              | 3.90           | 28,518              | Deusto Uribarri Otxarkoaga- Txurdinaga Begoña Ibaiondo Abando Errekalde Basurto- Zorroza |
| 4    | Begoña                | Begoña, Bolueta, i Santutxu.                                                                                          | 1.77           | 43,030              | Deusto Uribarri Otxarkoaga- Txurdinaga Begoña Ibaiondo Abando Errekalde Basurto- Zorroza |
| 5    | Ibaiondo              | Atxuri, Bilbao La Vieja, Casco Viejo, Iturralde, La Peña, Miribilla, San Adrián, San Francisco, Solokoetxe, i Zabala. | 9.65           | 61,029              | Deusto Uribarri Otxarkoaga- Txurdinaga Begoña Ibaiondo Abando Errekalde Basurto- Zorroza |
| 6    | Abando                | Abando i Indautxu. | 2.14           | 51,718              | Deusto Uribarri Otxarkoaga- Txurdinaga Begoña Ibaiondo Abando Errekalde Basurto- Zorroza |
| 7    | Errekalde             | Amezola, Iralabarri, Iturrigorri-Peñascal, Errekaldeberri-Larraskitu, i Uretamendi.                                   | 6.96           | 47,787              | Deusto Uribarri Otxarkoaga- Txurdinaga Begoña Ibaiondo Abando Errekalde Basurto- Zorroza |
| 8    | Basurto-Zorroza       | Altamira, Basurto, Olabeaga, Masustegi-Monte Caramelo, i Zorrotza.                                                    | 7.09           | 33,658              | Deusto Uribarri Otxarkoaga- Txurdinaga Begoña Ibaiondo Abando Errekalde Basurto- Zorroza |

## Infrastruktura

### Prijevoz
Bilbao ima 14 mostova koji povezuju dvije strane grada. Posljednji koji je izgrađen je most Franka Gehryja.

### Podzemna željeznica
Mreža podzemne željeznice Bilbao podzemni je prometni sustav ili  grada Bilbaa i prigradskog područja. Metropolitansko područje čine dva kuta estuarija Ibaizabal, odnosno subregije Ezkerraldea i Eskuinaldea, a povezuje se oko milijun stanovnika. Kolodvor je projektirao engleski arhitekt Norman Foster.

### Tramvaj
Tramvaj je oduvijek bio dio Bilbaa. Osnovan je u XIX. stoljeću, kao i po mnogim drugim gradovima u svijetu. No, kako su desetljeća prolazila, njegova se uporaba smanjivala, da bi konačno sredinom XX. stoljeća bio povučen. Međutim, 2002. usluga je obnovljena.
Sadašnjim tramvajem u Bilbau upravlja tvrtka Eusko Trenbide pod brendom Euskotren Tranbia, a povezuje Atxuri i La Casillu s linijom od 14 postaja.

### Uspinjača Artxanda
Uspinjača Artxanda povezuje šetnicu Campo Volantin i brdi Artxanda. Trg na kojem se nalazi stanica uspinjače zove se "Trg uspinjače". Svoje prvo putovanje uspinjača Artxanda napravila je, povezujući okrug Gazteleku s brdom Artxanda,  7. listopada 1915.

## Gospodarstvo
Bilbao je bio gospodarsko središte Baskije od vremena konzulata, uglavnom zbog trgovine Kastiljanskim proizvodima u gradskoj luci, ali je velikih razvoj doživio tek u 19. stoljeća, kada je uglavnom na temelju iskorištavanju željeznih rudnika i metalurgije, što je potaknulo pomorski promet, lučke aktivnosti i izgradnju brodova. Tijekom tih godina osnovane su 1857. Banco de Bilbao (banka Bilbao), i 1901. Banco de Vizcaya (Banka Biskaj),  također u Bilbau. Oba entiteta su se spojila godine   1988. Stvorivši BBV korporaciju (Banco Bilbao Vizcaya, Banka Bilbao-Biskaja). BBV se 1999. spojio s Argentarijom, stvarajući trenutnu korporaciju, BBVA.  Štedionica koje su osnivane na lokalnoj razini, Caja de Ahorros Municipal de Bilbao (Općinska štedionica Bilbao) 1907. godine, i Caja de Ahorros Provincial de Vizcaya (Pokrajinski štedionica Biskaje) iz 1921. će stopiti 1990. godine i formirati Bilbao bizkaia Kutxa (BBK).   Tu je i gospodarska komora, industrija i plovidbi Bilbao i te Bilbao, osnovana 1890. godine
Nakon dramatične industrijske krize 1980-ih, Bilbao je bio prisiljen preispitati svoje vrlo ekonomske temelje. Tako je to pretvorio u uspješnu servis grada [Historia de Bilbao",  Ayuntamiento de Bilbao.] Bilbao je dom brojnim tvrtkama od nacionalnog i međunarodnog značaja, uključujući i dvije među 150 svjetskih najvećih, prema magazinu Forbes:.. BBVA na # 40 i Iberdrola na # 122 grad je BDP po stanovniku od 26.225 € u 2005. godini, što je znatno iznad prosjeka od 22.152 €. Prema službenom gospodarskom godišnjak, najjači sektori građevinarstva, trgovine i turizma.   Stopa nezaposlenosti u 2009. godini dosegla 14,4%, znatno ispod nacionalnog stope, od 18,01%.   Ipak, što je najviša stopa u posljednjih deset godina.

## Kultura
Bilbao ima nekoliko kazališta i koncertnih dvorana (Teatro Arriaga, Palacio Euskalduna), kina, i redovite operne sezone koje nudi ABAO (Bilbao Udruge Opera Lovers). Simfonijski orkestar Bilbao osnovan je 1922. godine. Zborska glazba je vrlo popularna u Baskiji i koncerti se redovito daju. Zborsko društvo Bilbao (Sociedad Coral de Bilbao) osnovano je 1886. godine.
Kao i u drugim španjolskom gradu, noćni život je dug i snažan, s klubovima koji nude glazbu uživo (Kafe Antzokia, Bilborock).
Bilbao je ukratko predstavljen na početku filma o Jamesu Bondu iz 1999. Svijet nije dovoljan.
Bilbao Live Festival, prvi put održan 2006. godine, je vrlo popularan uživo glazbeni događaj.

## Baskijski jezik
Izvorni lokalni jezik grada je zapadna varijanta baskijskog, koji je još uvijek živ u Mahatserrii, planinskom lancu Rekelde i Buiji. 
Prema popisu iz 2006. godine, 24,20% stanovništva znalo je baskijski jezik. Prema podacima iz 2001., 15,32% znalo je baskijski jezik. Sposobnost govora baskijskog uvelike je porasla u gradu posljednjih godina, kako se obrazovanje na baskijskom proširilo. Godine 1981. postotak ljudi koji su znali baskijski bio je samo 6,38%. No, bez obzira na dob postoje velike razlike, broj govornika baskijskog kod mladih do 15 godina je oko 40%, ali broj govornika baskijskog između 40 i 60 godina nije ni 5%.

## Šport
Kao i u ostatku Španjolske, nogomet je najpopularniji natjecateljski šport, a slijedi ga košarka.
Glavni nogometni klub je Athletic Club, poznatiji u inozemstvu kao Athletic Bilbao. On igra na novom San Mamés stadionu, koji je otvoren 2013. godine i može primiti 53.332 gledatelja.  Athletic Bilbao bio je jedan od osnivača španjolske nogometne lige, La Liga, te je igrao čitavo vrijeme u prvoj ligi (Primera Division)   pobijedivši u osam navrata. Njegova crvena i bijela prugasta zastava se može vidjeti po cijelom gradu. Athletic je poznat po svojoj baskijskoj politici, uzimajući samo igrače koji su rođeni ili imaju jasnu vezu s Baskijom.
Bilbao Basket je glavna košarkaška momčad,  koja igra u Ligi ACB. Njihov stadion je Bilbao Arena.
Osim toga, Bilbao nudi brojne vanjske aktivnosti u koje duguje svom položaju uz more između brežuljaka. Vrlo je popularno pješačenje i planinarenje po obližnjim planinama. Na obližnjim plažama Sopelana i Mundaka ljudi se bave športovima na vodi, posebno surfanjem.